# Xirka Ġieħ ir-Repubblika
La Xirka Ġieħ ir-Repubblika è una società d'onore della Repubblica di Malta.

## Storia
La Xirka Ġieħ ir-Repubblika è stato fondato nel 1975 dal presidente Anthony Mamo.

## Classi
La Xirka Ġieħ ir-Repubblika dispone dell'unica classe di Membro che dà diritto al post nominale SG.

## Insegne
- L'insegna rappresenta una garitta di vedetta di La Valletta circondato da un listello bianco con il motto "Għall-ġid tal-Maltin" (Per il bene dei Maltesi), e sotto il nome del premio "Ġieħ ir-Repubblika", il tutto circondato da una corona d'oro e verde di alloro e appeso tramite una colomba d'oro che poggia su un listello d'oro con la data di fondazione (1975).
- La stella ha lo stesso design dell'insegna ma il tutto poggia su un sole radiante d'oro.
- Il nastro è rosso con bordi bianchi.